# هونگ سوک چون
هونگ سوک چون (کره‌ای: 홍석천؛ زادهٔ ۳ فوریه ۱۹۷۱) بازیگر، شخصیت تلویزیونی و رستوران‌دار اهل کره جنوبی است. او باعث جنجال قابل توجهی در کره جنوبی شد زمانی که گی بودن خود را در سال ۲۰۰۰ آشکار کرد و همچنان برجسته‌ترین سلبریتی گی در کره جنوبی است.